# Регіна Саксен-Майнінгенська
Регіна Саксен-Майнінгенська (нім. Regina von Sachsen-Meiningen; 6 січня 1925, Вюрцбург, Веймарська республіка — 3 лютого 2010, Пеккінг, Німеччина) — принцеса Саксен-Майнінгенська, представниця династії Веттинів, дружина імператора Отто фон Габсбурга, титулярна крон-принцеса Австрії, Угорщини, Богемії, Далмації, Славонії, Галичини та Володимерії. 

## Біографія
Регіна Саксен-Майнінген народилася у Вюрцбурзі 6 січня 1925 року наймолодшою з чотирьох дітей принца Георга Саксен-Майнінгенського і його дружини графині Клари Марії фон Корф Шміссінг-Керсенброк. Мала двох старших братів: Антон-Ульріх (загинув під час Другої світової війни) і Фрідріх Альфред (відмовився від титулу і став картузіанським монахом) та сестру, яка померла до її народження. Регіна є двоюрідною сестрою королеви Нідерландів Беатрікс. 
Незважаючи на те, що династія Саксен-Майнінген була протестантською, Регіна була вихована католичкою, у вірі своєї матері. Вона виросла в замку Фесті Хельдбург в Південному Тюрінгу. Її батько був суддею в Майнінгені та Гільдбурггаузені, був заарештований радянськими спецслужбами і загинув в таборі для військовополонених під Череповцом в 1946 році. Після цього вони з матір'ю переїхали до Західної Німеччини. Там, працюючи в центрі для угорських біженців Карітас, Регіна познайомилася з Отто фон Габсбургом, старшим сином імператора Австрії Карла I.
10 травня 1951 року одружилася з ним у Церкві Кордильєри в Нансі з благословення Папи Пія XII. Після укладення шлюбу стала використовувати ім'я Регіна фон Габсбург, кронпринцеса Австрійська, Угорська, Богемії, Далмації, Галичини і Володимерії та ін. 
З 10 травня 1954 року і до смерті жила з чоловіком в його офіційній резиденції на віллі на березі озера Штарнбергер-Зеє. У 2007 році під її керівництвом було організовано перенесення останків її батька з Череповця (Росія).
Регіна фон Гасбург померла 3 лютого 2010 року, у віці 85 років, і була похована в замку Фесті Хельдбург. Прах був перевезений в Імператорський склеп до похорону її чоловіка 16 липня 2011 року. Могили Регіни і Отто фон Габсбургів укриті штандартами роду Габсбургів і біля них несуть службу почесні гвардійці в австро-угорської формі.

## Родина
Чоловік — Отто фон Габсбург
Діти:

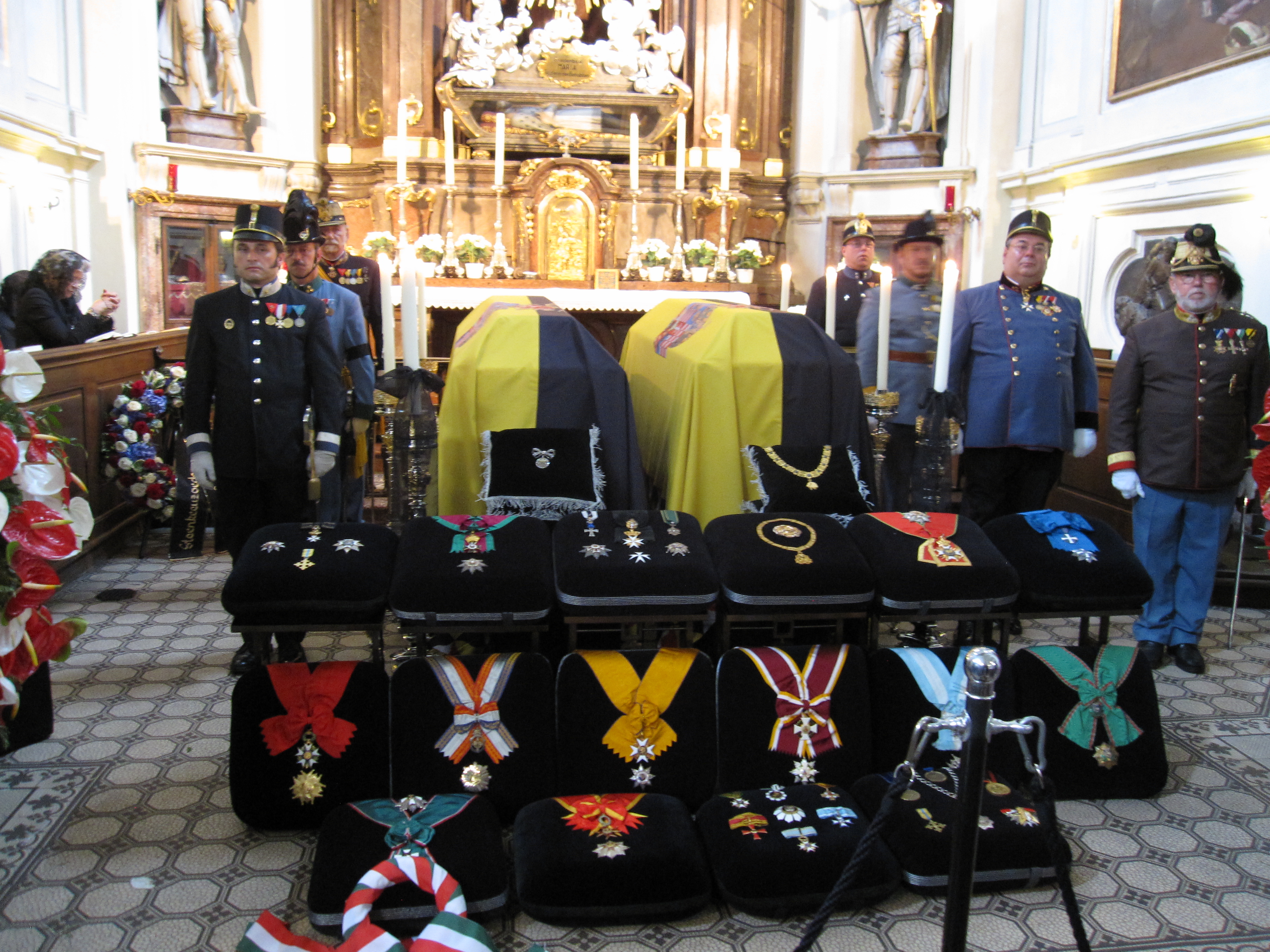
Саркофаги Отто і Регіни фон Габсбургів з почесною вартою.

- Андреа фон Габсбург (нар. 1953), одружена з графом Карлом Євгеном фон Нейпергом;
- Моніка фон Габсбург (нар. 1954) — сестра-близнючка Мікаели, одружилася з Луїсом Гонзага, графом Сантанджело, гранда Іспанії;
- Мікаела фон Габсбург (нар. 1954 р.) — сестра-близнючка ерцгерцогині Моніки, одружилася з Еріком Альба-Теран д'Антена.
- Габріела фон Габсбург (нар. 1956 р.) — амбасадорка Грузії в Німеччині в 2009–2013 р., одружилася з німецьким адвокатом Крістіаном Мейстером;
- Вальбурга фон Габсбург (нар. 1958 р.), одружена з графом Арчібальдом Дугласом (представником стародавнього знатного шляхетського роду Швеції), депутатка Шведського парламенту, віцепрезидентка Пан'європейського Союзу;
- Карл фон Габсбург (нар.. 11 січня 1961 р.) — нинішній Глава Дому Габсбургів, одружений з баронесою Франческою Тіссен-Борнеміса;
- Георг фон Габсбург (нар. 16 грудня 1964 р.) — президент Червоного хреста Угорщини, одружений з герцогинею Еїлікою Олденбурзькою.